# Lüge (Arendsee)
Lüge ist ein Ortsteil der Stadt Arendsee (Altmark) im Altmarkkreis Salzwedel in Sachsen-Anhalt und gehört zur Ortschaft Fleetmark.

## Geographie
Lüge, ein Straßendorf mit Kirche, liegt etwa 19 Kilometer südöstlich der Kreisstadt Salzwedel und südwestlich des Ortsteils Fleetmark. Durch das Dorf verläuft die Landesstraße 15. Im Süden liegt der 72 Meter hohe Schäferberg.

## Geschichte

### Mittelalter bis 20. Jahrhundert
Im Jahre 1315 wurde der Ort als Lughe erwähnt, als Markgraf Johann Land an einen Altar der Marienkirche Salzwedel verkaufte. Die Erwähnung von Lüge als Luge aus dem Jahre 1363 stammt aus der Abschrift eines Lehnbriefes über Beetzendorf und Apenburg. Im Landbuch der Mark Brandenburg von 1375 wird das Dorf als Luͤge aufgeführt und gehörte den von der Schulenburg, das Kloster Dambeck und der Pförtner des Schlosses portula rius castri in Salzwedel hatten hier Einkünfte. Im Jahr 1687 hieß das Dorf Lüegee, 1804 Lüge.
Im Süden des Dorfes links des Weges zum Schäferberg stand noch im 20. Jahrhundert eine Windmühle.

### Herkunft des Ortsnamens
Wilhelm Zahn meint: Der Name ist wohl deutsch. Dann leitet er sich her von dem in Norddeutschland nicht mehr gebräuchlichen Verb „lugen“ für „schauen“ oder „spähen“.

### Landwirtschaft
Bei der Bodenreform wurden 1945 ermittelt: 30 Besitzungen unter 100 Hektar hatten zusammen 277 Hektar, eine Kirchenbesitzung umfasste 20 Hektar Land. Enteignet wurden 134 Hektar, darunter die Besitzung Stappenbeck, und auf 28 Siedler aufgeteilt. 1948 hatten aus der Bodenreform 21 Personen Land erworben, davon waren 20 Neusiedler. Im Jahre 1959 entstand die erste Landwirtschaftliche Produktionsgenossenschaft, die LPG Typ I „Jenny Marx“.

### Eingemeindungen
Lüge gehörte bis 1807 zum Arendseeischen Kreis, danach bis 1813 zum Kanton Groß Apenburg im Königreich Westphalen, ab 1816 kam es in den Kreis Salzwedel, den späteren Landkreis Salzwedel in der preußischen Provinz Sachsen.
Am 20. Juli 1950 wurde die bis dahin eigenständige Gemeinde Störpke eingegliedert.
Die Gemeinde Lüge wurde am 25. Juli 1952 in den Kreis Kalbe (Milde) umgegliedert. Am 1. Januar 1988 kam die Gemeinde zum Kreis Salzwedel. Am 1. September 1992 wurde Lüge mit seinem Ortsteil Störpke in die Gemeinde Fleetmark eingegliedert.
Schließlich kam der Ortsteil Lüge am 1. Januar 2011 mit der Eingemeindung von Fleetmark zur Stadt Arendsee (Altmark).

### Einwohnerentwicklung
| Jahr | Einwohner |
| ---- | --------- |
| 1734 | 070       |
| 1774 | 070       |
| 1789 | 064       |
| 1798 | 084       |
| 1801 | 068       |
| 1818 | 071       |
| 1840 | 133       |
| 1864 | 159       |

| Jahr | Einwohner |
| ---- | --------- |
| 1871 | 169       |
| 1885 | 152       |
| 1892 | [00]88    |
| 1895 | 175       |
| 1900 | [00]78    |
| 1905 | 142       |
| 1925 | 206       |
| 1939 | 172       |

| Jahr | Einwohner |
| ---- | --------- |
| 1946 | 260       |
| 1964 | 308       |
| 1971 | 264       |
| 1981 | 217       |
| 1993 | 191       |
| 2011 | 132       |
| 2012 | 133       |
| 2013 | 131       |

| Jahr | Einwohner |
| ---- | --------- |
| 2014 | 134       |
| 2015 | 140       |
| 2016 | 136       |
| 2017 | 132       |
| 2020 | [00]128   |
| 2021 | [00]123   |
| 2022 | [0]115    |
| 2023 | [0]121    |

Quelle, wenn nicht angegeben, bis 2006 ab 2011 bis 2017

## Religion
Die evangelische Kirchengemeinde Lüge, die früher zur Pfarrei Thüritz gehörte, wird heute betreut vom Pfarrbereich Kalbe–Kakerbeck des Kirchenkreises Salzwedel im Bischofssprengel Magdeburg der Evangelischen Kirche in Mitteldeutschland.
Die katholischen Christen gehören zur Pfarrei St. Laurentius in Salzwedel im Dekanat Stendal im Bistum Magdeburg.

## Kultur und Sehenswürdigkeiten

### Dorfkirche
Die evangelische Dorfkirche Lüge ist ein spätromanisches Feldsteinbauwerk der Mitte des 13. Jahrhunderts. Die Kirche war eine Filialkirche von Thüritz. Von den rundbogigen ursprünglichen Öffnungen sind das Portal und die Priesterpforte an der Südseite sowie ein kleines rundbogiges Fenster an der Ostseite erhalten. Der Westturm ist als Querturm angelegt und wurde später oberhalb der Schiffstraufe quadratisch mit seitlichen Pultdächern fortgeführt. An der Westseite wurden im 19. Jahrhundert Strebepfeiler angebaut. Innen ist das Bauwerk flachgedeckt. Der Triumphbogen und der niedrige Bogen zwischen Schiff und Turm sind rundbogig.

### Weitere Sehenswürdigkeiten
- Nördlich des Dorfes steht das Großsteingrab Lüge eine megalithische Grabanlage der jungsteinzeitlichen Tiefstichkeramikkultur.

Auf dem Schäferberg, südlich des Dorfes, steht der UKW-Radiosender Fleetmark der Deutschen Funkturm GmbH.